# رسائل سكروتيب
رسائل سكروتيب هي رواية مسيحية لاهوتية دفاعية كُتبت من قبل سي إس لويس ومُهداة إلى جون رونالد تولكين. كُتبت الرسائل بأسلوب تهكمي ساخر وفي شكل سلسلة خطابات. وبرغم أنها تنتمي إلى الفئة الخيالية، اُستخدمت الحبكة والشخصيات لمعالجة القضايا اللاهوتية المسيحية، وخاصة تلك المتعلقة بوسوسة الشيطان ومقاومتها.
نُشرت الرسائل لأول مرة في فبراير 1942، وتأخذ القصة شكل سلسلة من الرسائل أرسلها شيطان كبير السن (سكروتيب) إلى ابن أخيه (وورموود)، وهو مُوسوس مبتدئ. تتعلق إرشادات العم بمسؤولية ابن أخيه في تثبيت الخطيئة داخل رجل بريطاني عُرف فقط باسم «المريض».

## الملخص
يتخيل لويس خلال رسائل سكروتيب سلسلة من الدروس حول أهمية القيام بدور موزون في العقيدة المسيحية، وذلك من خلال تصوير حياة إنسان نموذجي بها كل الإغراءات والاخفاقات، تُرى جميعها من وجهة نظر الشياطين. يشغل سكروتيب منصبًا إداريًا في ديوانية لورأركي (Lowerarchy) في الجحيم، ويعمل كمرشد لابن أخيه وورموود، وهو موسوس عديم الخبرة (وغير كفؤ).
يقدم سكروتيب في الـ 31 رسالة المُشكلة للكتاب نصائح مفصّلة إلى وورموود حول الطرق المختلفة لإفساد كلمات الله، وتشجيع التخلي عن الله داخل «المريض»، وتتخللها ملاحظات حول الطبيعة البشرية والكتاب المقدس. وفقًا لنصيحة سكروتيب، يُنظر إلى المكاسب الأنانية والقوة على أنها الصالح الوحيد، ولا يستطيع أي شيطان فهم حب الله للإنسان أو الاعتراف بالفضيلة الإنسانية.
نُشرت الرسائل في الأصل أسبوعيًا في الدورية الإنجيلية الحارس (The Guardian)، في وقت الحرب بين مايو ونوفمبر 1941، وتحتوي الطبعة الأصلية على مقدمة تشرح كيف اختار المؤلف كتابة قصته.
كتب لويس الجزء الثاني من الرسائل تحت عنوان «سكروتيب يقترح نخبًا» (Screwtape Proposes a Toast) في عام 1959، وهو يحتوي على نقد لبعض النزعات في التعليم العام البريطاني. (على الرغم من أن بريطانيا تطلع على مدارسها الرئيسية الخاصة اسم المدارس العامة، فإن لويس يشير إلى المدارس الحكومية في انتقاده للتعليم العام). نُشرت إصدارات مشتركة من الرسائل تحتوي على مقدمة جديدة من قبل لويس في عام 1961، ومن قبل ماكميلان في عام 1962.
أصبحت خطابات سكروتيب واحدة من أكثر أعمال لويس شعبية، على الرغم من أنه قال إنه لم يستمتع بكتابتها وأنه عزم على عدم كتابة أي خطاب آخر.
تم إصدار كل من رسائل سكروتيب وسكروتيب يعرض نخبًا على شرائط صوتية وأقراص مدمجة، ويسردهما جون كليز، وجوس آكلاند، ورالف كوزهام.

## نظرة عامة على القصة
تتكون رسائل سكروتيب من 31 رسالة كتبها شيطان كبير يدعى سكروتيب إلى ابن أخيه وورموود (سُمي على اسم نجم في سفر الرؤيا)، وهو شيطان أصغر وأقل خبرة ومكلف بتوجيه رجل (يُسمى المريض) نحو «والدنا الأسفل» (الشيطان) بعيدًا عن «العدو» (الله).
يتحول المريض إلى المسيحية بعد الرسالة الثانية، ويُعاقب وورموود بسبب سماحه بذلك. هناك تباين ملفت للنظر بين وورموود وسكروتيب خلال بقية الكتاب، حيث يُصور وورموود من خلال رسائل سكروتيب بحرصه على إغراء مريضه بالإقدام على خطايا شريرة ومُرهقة للغاية، وفي الأغلب يتم هذا بتهور، بينما يأخذ سكروتيب موقفًا أكثر مكرًا. إذ يقول في الرسالة الثانية عشر: «...الطريق الأكثر أمانًا إلى الجحيم هو الطريق التدريجي، المنحدر اللطيف، الذي تعبره بنعومة ويسر دون أي تغيرات مفاجئة، ودون أحداث جللة، ودون أي إشارات».
يشرح سكروتيب لابن أخيه في الرسالة الثامنة الأهداف المختلفة لدى الله والشياطين تجاه الجنس البشري: «نريد الماشية التي يمكن أن تصبح في الأخير طعامًا لنا، بينما يريد هو عبيدًا يمكن أن يصبحوا أبناءً له في النهاية». مع وضع هذه الغاية في الاعتبار، يشجع سكروتيب وورموود في الرسالة السادسة على تعزيز السلبية وعدم المسؤولية لدى المريض: «يريد الله أن يهتم الرجال بما يفعلونه؛ بينما عملنا هو إبقاؤهم يفكرون فيما سيحدث لهم».

## روابط خارجية
- رسائل سكروتيب على موقع الموسوعة البريطانية (الإنجليزية)